# Ik (sông)
Ik (tiếng Nga: Ик; tiếng Tatar: Ык; tiếng Bashkir: Ыҡ) là một con sông ở Nga chảy về phía bắc đến Kama. Nó chảy qua Cộng hòa Bashkortostan, Tatarstan và qua Orenburg Oblast. Các nhánh bên trái của nó là Mellya, Menzelya, Dymka, và nhánh bên phải là Usen. Nó có chiều dài 571 kilômét (355 mi), và lưu vực thoát nước của nó có diện tích 18.100 kilômét vuông (7.000 dặm vuông Anh).

Chênh lệch múi giờ giữa Bavly ở Tatarstan và Oktyabrsky ở Bashkortostan là hai giờ (Tatarstan sử dụng Giờ Moscow và Bashkortostan sử dụng Giờ Yekaterinburg). Vì vậy, cây cầu qua sông Ik (biên giới sông) còn được gọi đùa là "cây cầu dài nhất thế giới".